# Рікардо Валь-і-Деверо
Рікардо Валь-і-Деверо (ісп. Ricardo Wall y Devereux; 5 листопада 1694 — 26 грудня 1777) — іспанський кавалерійський офіцер ірландського походження, дипломат і міністр, голова уряду Іспанії за часів правління королів Фернандо VI й Карла III.

## Життєпис
Про ранні роки Рікардо відомо мало. Близько 1710 року він був пажем баварської принцеси Марії-Анни. 1716 року Рікардо залишив Францію та прибув до іспанського королівського двору з рекомендаціями кардинала Хуліо Альбероні. Вже за рік він вступив до військово-морської академії, після випуску з якої служив на іспанському судні Real San Felipe під командуванням адмірала Кастанети. Брав участь у кампанії 1718 року на Сицилії, поки іспанський флот не зазнав поразки біля Пассаро. Після цього Рікардо Валь отримав посаду в Іберійському полку, що брав участь у сухопутних битвах при Мілаццо та Франкавіллі. Під час оборони Мелільї (1720–1721) Валь був капітаном Батавського полку.
Пізніше Рікардо Валь виконував різні доручення, в тому числі супроводжував іспанських дворян у їхніх поїздках до європейських королівських дворів. Під час тих дипломатичних місій майбутній міністр заводив корисні зв'язки, зокрема в Пармі, Відні, Дрездені, Санкт-Петербурзі й Москві.
1729 року він повернувся до Іспанії. Від 1732 до 1734 року був членом експедиції до Тоскани, в результаті якої пармський престол зайняв принц Карлос. У 1734-1735 роках брав участь у неаполітанській війні. 1740 року отримав звання полковника.
1741 року Валь отримав пост енком'єнди Пеньяусенде. 1744 року отримав звання генерал-капітана, брав участь у ломбардійській кампанії війни за австрійську спадщину. За три роки отримав звання бригадира, завівши корисне знайомство з одним із найвпливовіших придворних того історичного періоду Фернандо де Сілвою.
У травні 1747 року перейшов на дипломатичну службу, отримавши пост посланця в Генуї, втім невдовзі Хосе де Карвахаль призначив Рікардо Валя постійним представником іспанського двору в Лондоні.
1754 року Валь був викликаний з Англії до Мадрида, ставши міністром закордонних справ після смерті Хосе де Карвахаля. Вже за кілька місяців Рікардо Валь сам очолив уряд та обіймав посаду прем'єр-міністра (державного секретаря).
За часів свого врядування Валь переймався британськими колоніальними перемогами над Францією, що могло завдати значної шкоди інтересам Іспанської імперії. Він створив таку комерційну мережу в усій Європі, що продовжувала функціонцвати ще впродовж кількох десятиліть після виходу прем'єр-міністра у відставку. Окрім іншого, Валь підтримував науковців і митців. Після смерті Фернандо VI новий король Карл III перезатвердив Рікардо Валя на посту державного секретаря. Вже під кінець кар'єри намагався вийти у відставку, втім король не задовольняв його заяв. Зрештою, 1763 року прем'єр-міністру довелось вдати важку хворобу, й тільки після цього король звільнив його.